# Aegean Tennis Cup 2009
L'Aegean Tennis Cup 2009 è stato un torneo professionistico di tennis maschile giocato sul cemento, che faceva parte della categoria Tretorn SERIE+ nell'ambito dell'ATP Challenger Tour 2009. Si è giocato a Rodi in Grecia dal 27 aprile al 3 maggio 2009.

## Partecipanti

### Teste di serie
| Nazionalità | Giocatore           | Ranking* | Testa di serie |
| ----------- | ------------------- | -------- | -------------- |
| Israele     | Dudi Sela           | 59       | 1              |
| Stati Uniti | Bobby Reynolds      | 78       | 2              |
| Stati Uniti | Kevin Kim           | 104      | 3              |
| Germania    | Michael Berrer      | 111      | 4              |
| Ucraina     | Serhij Stachovs'kyj | 115      | 5              |
| Brasile     | Thiago Alves        | 124      | 6              |
| Germania    | Benjamin Becker     | 126      | 7              |
| Francia     | Nicolas Mahut       | 134      | 8              |

- Ranking al 20 aprile 2009.

### Altri partecipanti
Giocatori che hanno ricevuto una wild card:
- Theodoros Angelinos
- Grigor Dimitrov
- Alexandros-Ferdinandos Georgoudas
- Henri Kontinen

Giocatori passati dalle qualificazioni:
- Rohan Bopanna
- Pierre-Ludovic Duclos
- Michael Kohlmann
- Noam Okun

## Campioni

### Singolare
Benjamin Becker ha battuto in finale  Simon Stadler, 7–5, 6–3

### Doppio
Karol Beck /  Jaroslav Levinský hanno battuto in finale  Rajeev Ram /  Bobby Reynolds, 6–3, 6–3